# Calcolon
『Calcolon』（カルコロン）は、フジテレビで不定期に放送されていたゲームバラエティ番組で、『Numer0n』から派生した番組である。

## 概要
Calcolon（カルコロン）は、麻雀をベースにした計算カードゲーム。タイトルはラテン語の「Calcolo（計算）」から取られた造語である。

## 放送日時
- 第1回：2012年6月23日 1:05 - 2:05
- 第2回：2012年9月28日 0:35 - 2:35
- 第3回：2012年12月1日 1:05 - 3:05
- 第4回：2013年1月19日 1:15 - 3:15
- 第5回：2013年3月16日 1:12 - 3:12
- 第6回：2013年7月13日 1:15 - 3:30

## 出演者
司会
有吉弘行
アシスタント
生野陽子（フジテレビアナウンサー）第1回、第3回-
牧原俊幸（フジテレビアナウンサー）第1回
松村未央（フジテレビアナウンサー）第2回
竹下陽平（フジテレビアナウンサー）第2回-
プレイヤー
|                       | Area A                                                                           | Area B                                                                           | 優勝     | 準優勝   |
| --------------------- | -------------------------------------------------------------------------------- | -------------------------------------------------------------------------------- | -------- | -------- |
| 第1回 （1ブロック制） | 田中卓志（アンガールズ） 藤森慎吾（オリエンタルラジオ） ビビる大木 いとうあさこ  | 田中卓志（アンガールズ） 藤森慎吾（オリエンタルラジオ） ビビる大木 いとうあさこ  | 藤森慎吾 | 田中卓志 |
| 第2回                 | いとうあさこ 春日俊彰（オードリー） 小籔千豊                                     | 藤森慎吾（オリエンタルラジオ） 矢口真里 吉村崇（平成ノブシコブシ）               | 藤森慎吾 | 春日俊彰 |
| 第3回                 | 田中卓志（アンガールズ） 吉村崇（平成ノブシコブシ） 芹那                         | 藤森慎吾（オリエンタルラジオ） 小籔千豊 白鳥久美子（たんぽぽ）                   | 吉村崇   | 藤森慎吾 |
| 第4回                 | 吉村崇（平成ノブシコブシ） 小籔千豊 大久保佳代子（オアシズ）                     | 藤森慎吾（オリエンタルラジオ） 渡部建（アンジャッシュ） 福田萌                   | 吉村崇   | 渡部建   |
| 第5回                 | 小籔千豊 斉藤慎二（ジャングルポケット） キンタロー。                             | 吉村崇（平成ノブシコブシ） カンニング竹山 丸高愛実                               | 小籔千豊 | 吉村崇   |
| 第6回 (THE SURVIVAL)  | 小籔千豊 田中卓志（アンガールズ） 狩野英孝 篠崎愛 後藤輝基（フットボールアワー） | 小籔千豊 田中卓志（アンガールズ） 狩野英孝 篠崎愛 後藤輝基（フットボールアワー） | 田中卓志 | 狩野英孝 |

## ルール

### カード内訳
以下のカードを使いゲームを進行していく。内訳は以下の通り。
| 種別       | 名称           | 数学上の 役割 | 外見              | 第1回 | 第2-3回 | 第4回以降 |
| ---------- | -------------- | ------------- | ----------------- | ----- | ------- | --------- |
| 数字カード | （特徴無し）   | 1-9           | （特徴無し）      | 各3   | 各3     | 各3       |
| 数字カード | （特徴無し）   | 1⁄10          | （特徴無し）      | 2     | 2       | 2         |
| 数字カード | （特徴無し）   | 0             | 第2回以降は羽付き | 2     | 2       | 2         |
| 数字カード | デビルゼロ     | 0             | 悪魔付き0         | 1     | 1       | 1         |
| 記号カード | ソード         | +             | 剣                | 4     | 4       | 4         |
| 記号カード | アロー         | −             | 矢                | 4     | 4       | 3         |
| 記号カード | フレイムアロー | −             | 炎付き矢          |       |         | 1         |
| 記号カード | ハルバード     | ×             | 斧                | 4     | 4       | 4         |
| 記号カード | シールド       | ÷             | 盾                | 4     | 4       | 4         |
| 記号カード | ボウ           | 括弧          | 弓                | 6     | 6       | 6         |
| 特殊カード | トレード1      |               | 荷車1台           | 1     | 1       | 1         |
| 特殊カード | トレード2      |               | 荷車2台           |       | 1       | 1         |
| 総計       | 総計           | 総計          | 総計              | 55    | 56      | 56        |

### 基本ルール
- ゲーム前にカードを引き、×（ハルバード,正面）→ ÷（シールド,右手）→ +（ソード,左手）の順に時計回りの席順番となり、プレイ順もこれに拠る。
  - 1回のゲームで対戦を数回行うのだが、対戦1回を「デュエル」と呼ぶ。2回目のデュエル以降は、席順がデュエル勝者を起点とする。
- 山札から計算式に必要な数字や記号の書かれたカードを引きながら、計算式を組み立てていくゲーム。カードを山札から引くことを「ドロー」と呼ぶ。
  - ゲーム開始時は、それぞれ4枚のカードを席順に1枚ずつ引く「ファーストドロー」を行う。
  - 引いたカードは相手から見えないように設置する仕組み。ドローしたカードの並べ替えは自由。
- 自分の順番が来たら、1枚ドローを行い、不要なカードを1枚捨てる。これを繰り返し、3枚の数字カードと2枚の記号カードを使い、下一桁が「0」になる計算式を作る。以下は作成例。
  - 「8」「×」「1」「+」「2」=10
  - 「0」「÷」「6」「÷」「4」=0
  - 「6」「×」「4」「÷」「1⁄10」=240
  - 「9」「÷」「1⁄10」「÷」「1⁄10」=900（最高値）
    - ただし、「9」「0」で「90」にするなど2枚以上の数字を使い2桁以上の数字として使ったり、「−」「1」などのようにマイナス記号を負の数字として使うことはできない。
- 下一桁が「0」になる計算式を作成できれば勝利条件を満たしうる。これを「コンプリート」と呼ぶ。
  - 「コンプリート」した状態のプレイヤーは、その時点の数字で勝負をかける「アタック」を宣言できる。
    - 捨てられた他人のカードを奪う形で計算式を完成させて、その場で「アタック」をすることもできる。
      - 他人のカードを奪うことを「ロブ」と呼ぶ。“ロブ”の宣言が必要となり、これによるアタックは「ロブアタック」と呼ばれる。
        - 2名以上が同時に「ロブ」した場合、ドロー順が上位のプレイヤー（ロブ対象の次のプレイヤー）に権利が与えられる。

  - 残り1枚でコンプリートができる状態は「ニアコンプリート」と呼ばれるが、デュエルの決着が近いことを示す以外の意味は無い。
- 誰かがアタックを宣言した場合、他のプレイヤーは「ラストドロー」として2枚カードを引き、1枚を捨てる。
  - ボウカードを引いた場合は、破棄して引き直しができる。
- アタックしたプレイヤーが「キング」となり、ラストドロー終了後に全員がカードを公開する。
  - 計算式を完成（=コンプリート）したプレイヤー同士で、計算式の結果の数値が大きかった者の勝利。その数値がそのまま得点になる。
    - アタックをした「キング」と、そうでないプレイヤーが、同じ数値だった場合はキングの勝利。

  - コンプリートしても勝利できなかった場合は0点。ただしキングの場合は「キングキリング」となり（第3回以降）、−100点（第3-5回では−30点）。
  - コンプリートに失敗した場合は「バースト」となり−10点。ただしデビルゼロカードを持った状態の場合は−100点（第2回以降）。

### 特殊カードの詳細

#### 特殊用途専用のカード
ボウ
- ドローしても自分自身では使えず、その時点では何の役にも立たない[1]。捨てる際に“ボウカードです”と宣言して左隣の相手に渡し、受け取った者が初めて使用可能となる。
  - 受け取った者は、手札とは別に所持可能。
    - 1枚でも持っている場合、「フレイムアロー」のカードを特殊な効果として使用できる（後述）。
    - 2枚貯めると「(」「)」、つまり括弧として使える。
      - 「4」「6」「9」「+」「×」のカードのみではコンプリートできないが、ボウカード2枚を組み込み「(」「4」「+」「6」「)」「×」「9」とすることで90になりコンプリートとなる。
      - 最大値の900を作る際に「9」「÷」「（」「1⁄10」「×」「1⁄10」「）」で作ることも可能。

トレード
- 捨てる際に、相手1人を指定して、手札のカードを同じ枚数だけ交換できる（カードの効力を発動させず単に捨てることも可能）。枚数はカードに描かれた荷車の数（1もしくは2）となる。
- 使用者は、交換するカードを自分と相手の両方とも好きなものを選べる。

#### 通常の数字・記号としても使えるカード
数字の0
- 捨てる際、スキップを宣言できるようになった（第2回以降）。宣言した場合、次の順番のプレイヤーを1人スキップさせる。

デビルゼロ
- 捨てる際に、誰かに押し付ける必要がある（=他のカードと同じ捨て方は不可能[1]）。ただし「ラストドロー」時に捨てる場合のみ、通常の捨て方が可能（他人に押し付けられない状況のため）。
  - 1回押し付けると、押し付けられたプレイヤーはこのカードを捨てられなくなる上に、カードに手形のクリップ「デビルハンド」が付くため位置を他人に把握される。
    - 押し付けられると必然的に高得点が望めない（最高でも「9」÷「1⁄10」「+か−」「0」の90）。

  - このカードがある状態で「バースト」をする状況を、特に「デビルバースト」と呼ぶ[1]。
  - このカードがある状態で勝利すると、次のデュエルで特殊ルール「リベリオン」の恩恵を受ける。

リベリオン
  - デビルゼロカードを使って勝利したプレイヤーが、次のデュエル[2]に受けられる特殊ルール。該当者は目印として赤い旗を自分のフィールドにセットする。
    - 数字の「6」「9」・記号の「+」「×」を自由に回転させて好きに使用可能[3]。
    - カードをドローする代わりに、相手1人を指定して、トレードカードなしで1枚トレード可能（第2回以降）。
    - 他人からデビルゼロカードを押し付けられない（第2回以降）。

フレイムアロー
- 捨てる際にボウカードがあれば、“フレイムアロー”の使用を宣言することで、指定したカードを手札から捨てさせる。捨て札でロブアタックをすることはできない。
  - 好きなカードを指定できるが、使用者自身の手札に該当カードがある場合も捨てられる。
    - デビルゼロカードは指定不可[1]。

  - カードを捨てられ手持ちが3枚以下になった場合、自分のターンに1枚ずつ補充する。第5回までは自分のターンに不足分の枚数を一度に補充可能だった。
  - ボウカードとセットで使用された場合、そのフレイムアローはロブできない[1]。

### スコアの特殊な例
0勝利
- 勝者の数値が0だった場合、その勝者が次のデュエルも勝利すれば、その得点が直前のデュエルにも加算される（第2回以降）。
  - 「1回目:0点」「2回目:100点」だった場合、2回目の100点が1回目にも加算されるため、「1回目:100点」「2回目:100点」と扱われる。
  - 勝利できなければ適用されないため、「バースト」「キングキリング」で減点された場合は、直前のデュエルに減点が適用されることはない。
  - 2連続で0勝利した場合、2回目の勝利は100点として換算される。

ダブルスコア
- 直前の勝者の得点と同じ点数で勝利した場合、その得点を2回加算する（第2回以降[4]）
  - 最終デュエルの得点2倍ルールと重なった場合、ダブルスコアの上乗せ分は2倍換算されず、「獲得点×2倍 + ダブルスコアの上乗せ×1倍」=3倍となる。

決勝デュエル
- 決勝進出者2名による勝負。手札は通常6枚・決着時7枚（数字カード4枚・記号カード3枚）[5]。
  - 予選で高得点のプレイヤーが先攻となる。
  - 最高得点は8100。
  - 「9」「×」「9」「÷」「1⁄10」「÷」「1⁄10」、あるいはボウカード併用で「9」「×」「9」「÷」「(」「1⁄10」「×」「1⁄10」「)」。
  - 8100点達成者は藤森慎吾（第2回決勝第1デュエル）のみ。

### 番組内でのルール
第1回
プレイヤーは4人。
予選は7デュエルで、決勝は獲得ポイント上位2名による1デュエルで、優勝者は自身の予選と決勝の総合得点×100円を賞金として獲得する。最高賞金は (900×7+8100)×100円 = 144万円となる。
第2回
プレイヤーは6人。
予選は、3人ずつ「Area A」と「Area B」に分け、それぞれ6デュエルで、最終デュエルは得点が2倍。決勝は各Areaで獲得ポイント上位1名同士による2デュエルで、予選の得点は引き継がない。今回から「賞金決定チャンス（後述）」が登場し、獲得点をベースに賞金倍率が変動する。最高賞金は (900×12+8100×3)×100 の351万円となる。
第3-5回
プレイヤーは6人。
予選は、3人ずつ「Area A」と「Area B」に分け、それぞれ5デュエルで、最終デュエルは得点が2倍。決勝は獲得ポイント上位2名による2デュエルで、最高賞金は (900×10+8100×3)×100 の333万円となる。
第6回
プレイヤーは5人。「THE SURVIVAL」という副題が付けられ、予選ルールが大きく変更された。
予選は、事前の抽選で1-5の数字を引き、1-3を引いたプレイヤーが先発として最初からゲームに参加（席順は数字の小さいプレイヤー優先）、4・5の数字を引いたプレイヤーは待機として最初は参加できないが、ハンデを埋めるため200点が与えられる。
バーストが2回累積すると一時的に脱落し、待機プレイヤーと交代（ゲーム復帰優先順は、事前抽選の数字順・脱落者同士なら先に脱落した者）。
予選は12デュエルで、最終デュエルも通常の得点。決勝は獲得ポイント上位2名による2デュエルで、最高賞金は(900×23+8100×3)×100の450万円となる。
賞金決定チャンス
第2回以降登場した、優勝者の予選と決勝の総合得点をベースに、賞金額を倍率で変動させるくじ引き。第1ブロックに「×」と「÷」の2枚、第2ブロックに「10」「100」「1⁄10」の3枚が隠されており、各ブロックから1枚を引く。1⁄100-100倍まで幅広く、端数が発生した場合にどうなるかは説明されていない。
| 第1ブロック | 第2ブロック | 賞金倍率 | 100ポイント時の賞金 |
| ----------- | ----------- | -------- | ------------------- |
| ×           | 100         | 100倍    | 1万円               |
| ×           | 10          | 10倍     | 1000円              |
| ÷           | 1⁄10        | 10倍     | 1000円              |
| ×           | 1⁄10        | 0.1倍    | 10円                |
| ÷           | 10          | 0.1倍    | 10円                |
| ÷           | 100         | 0.01倍   | 1円                 |

## 主要スタッフ
- 編成企画 - 高瀬敦也（フジテレビ）
- 構成 - 相澤昇
- プロデューサー - 碓氷陽子
- ディレクター - 豊嶋隆一
- 演出 - 横森敦
- 制作 - フジテレビ
- 制作著作 - BIG FACE

## カードゲーム
- 「カルコロン」カードゲーム
  - 発売元は株式会社セアール。
  - カード内容は第4回以降に使用されているセットと同一である。